# MUSIC LIFE (GLAYのアルバム)
『MUSIC LIFE』（ミュージック・ライフ）は、2014年11月5日にloversoul music & associatesから発売されたGLAYのメジャー13枚目のオリジナルアルバム。

## 解説
前作『JUSTICE』『GUILTY』以来1年10ヶ月振りの発売である。本作は2013年-2014年に発表されたシングル「DARK RIVER」「BLEEZE」「百花繚乱」「疾走れ！ミライ」を含む全11曲を収録。なお、前年発売の49thシングル「DIAMOND SKIN／虹のポケット／CRAZY DANCE」は未収録。
初めて亀田誠治をプロデュースに迎えたアルバムであり、最初に「DARK RIVER」を制作してみたところすごくウマが合い、本作の制作にも至ることになった。また、前作『JUSTICE』はセルフ・プロデュース作であったが、2作目、3作目も作るかと言ったらそうじゃないなと考え、誰かの手を借りてやりたいと思い、20周年に向けて佐久間正英以外の人でトライして見てもいいのではないかという気持ちのもと、亀田の名前が上がった。選曲に関しても、『JUSTICE』のような主観的な作品ではなく、もうちょっと客観的に見たGLAYを、逆にメンバーが聴いてみたいという要望を亀田に伝えてデモテープを50曲くらい渡して、亀田に選曲してもらったと語っている。
レコーディングのドラムには、永井利光の他にも、元BLANKEY JET CITY・現LOSALIOSの中村達也、元BOØWYの高橋まこと、元KENSOの村石雅行、ZAZEN BOYSの松下敦が参加している。そのため、当初アルバム・タイトルは、ローリング・ストーンズが1974年に行ったオーディション『グレイト・ギタリスト・ハント』にかけて、仮タイトル『グレート・ドラマー・ハント』と付けていたが、JIROが手がけたアルバム最終曲『MUSIC LIFE』ができあがった時、TAKUROがGLAYのアマチュア時代からの流れを振り返り、「MUSIC LIFEと付けたら、俺たちの歴史そのものだな」と思い、本タイトルに決定した。また、現在は廃刊となっている音楽雑誌『MUSIC LIFE』からも来ていると語っている。
1CD盤、2CD盤、2CD盤(G-DIRECT限定販売版)が発売され、2CD盤には、2014年7月31日から8月31日まで公式サイトで実施したファン投票を基に選曲されたバラードベスト『BALLADE BEST☆MELODIES』が、2CD盤(G-DIRECT限定販売版)にはGLAYのメンバーがセレクトしたバラードベスト『BALLADE BEST☆MEMORIES』が収録される。
発売日前日の4日には、EX THEATER ROPPONGIにて、メディア関係者の他、抽選で当選した約800名を無料招待し、本アルバムの先行試聴会を開催。メンバー全員も登壇し、作品に対する想いや、楽曲の聴き所などを解説。司会進行はダイノジが担当し、スペシャルゲストとして、プロデューサーの亀田も登場した。当日の模様は、ニコニコ生放送、USTREAM、YouTubeでも生中継された。
さらに、同日から約2週間に渡って、お笑いタレントの出川哲朗との異色コラボレーションとして、Vineに「GLAY×出川哲朗 ヤバい動画」を公開。この企画は、「百花繚乱」の"YAVAI"と言うフレーズと出川の口癖である"ヤバいよ！ヤバいよ！"という口文句と結びついたことにより決行されたもので、その「百花繚乱」のサビをバックサウンドに、様々なシチュエーションで出川がリアクション芸を披露すると言う内容。GLAY Official Vine、GLAY Official Twitter上で公開され、企画の最後にはリツイート＆お気に入り登録数で「ベスト・オブ・ヤバい動画」も決定する。
ジャケットは、ビートルズの7thアルバム『リボルバー』のジャケットを手がけたクラウス・フォアマンが担当しており、イラストもそのアルバム『リボルバー』のジャケットを彷彿させた、GLAYのメンバー4名を描き下ろしたものとなっている。また、クラウスにとって、日本人アーティストへのジャケット描き下ろしは今回が初となる。

## 収録曲

### MUSIC LIFE
1. BLEEZE (Album Ver.)
  - 作詞・作曲：TERU

50thシングル「BLEEZE 〜G4・III〜」の1曲目のアルバムバージョンで、終盤で新たに歌詞が2行追加されたバージョンで収録[11]。もともとはこのバージョンで制作されていたが、シングルでは要らないかなと考えカットしていた[11]。TERUはこの新たに追加された歌詞に関して、「歌詞の最後のひと言で、言いたいことが明確になる。」と述べている[11][12]。また、51stシングル「百花繚乱／疾走れ！ミライ」の3曲目「BLEEZE 〜スタジオセッションVer〜」も、この歌詞が追加されたバージョンとなっている。
2. 百花繚乱
  - 作詞・作曲：TAKURO

51stシングル「百花繚乱／疾走れ！ミライ」の1曲目。
3. Only Yesterday
  - 作詞・作曲：TAKURO

シャッフルのリズム・アレンジのナンバー[11][12]。本曲に関して、TAKUROは「来し方を懐かしんでいる訳じゃないけれど、過去から伝わってくるものが現在的に描かれている感じになっています。」と述べている[11]。
また、GLAYはこれまでこの手のシャッフルナンバーはやっておらず、その理由としてTAKUROは「BOØWY的なシャッフルをデビュー3年目のGLAYがやったら真似で終わってしまう。俺たちにとっては、父親的存在であるBOØWYに対する意識的な反抗があったから。」と語っており[11]、今回のシャッフルアレンジは、ある意味キモになっているとも述べている[11]。
4. 疾走れ！ミライ
  - 作詞・作曲：TERU

51stシングル「百花繚乱／疾走れ！ミライ」の2曲目。
5. 祭りのあと
  - 作詞・作曲：TAKURO

楽曲自体は10年くらい前からあり[11][12]、無垢なまま、ただただフォーキーで良質な作品を産み出したいと言う考えのもとで作られた[11][12]。そのため、TAKURO曰く「"狙いのない"曲」と述べている[11]。
制作に関しては、TAKUROのアコギと歌のみのデモテープを元に亀田がアレンジしたものを、バンドでリアレンジした[11]。"リズムのハネ感"を意識して試行錯誤してたが、それを聴いた亀田が「もっとシンプルでいいと思うよ」と言い、あまりハネ感を意識しなくしたらGLAYらしくなったとJIROが述べている[11]。
6. 浮気なKISS ME GIRL
  - 作詞・作曲：TAKURO

スカを取り入れた軽快なロックンロールナンバー。BOØWYの要素をふんだんに取り入れたとTAKUROが語っており[13]、コーラスも布袋寅泰を意識して吹き込み[14]、ドラムスも高橋まことを迎えて制作された。本アルバムで、TAKUROが最もお気に入りの曲であり[13]、「自分にとってのご褒美みたいな曲。」「憧れそのものみたいな曲。」と述べており[11]、プロデューサーの亀田が今のGLAYがやるべき曲として選んでくれて嬉しかったと語っている[11]。
TAKUROは本曲に関して、「軽めのR&Rだけど、斜めからモノを見ない感じがしてる。自分らしく生きる可能性を秘めた曲ですよ。」と述べている[11][12]。
7. 妄想コレクター
  - 作詞・作曲：HISASHI

少年犯罪と言う重いテーマを扱っており、原題は検閲されたと言う意味の「censored」だった[11]。
2段階のサビとなっており[11][12]、亀田から「かなりアルバムを彩るのではないか？ドラマチックだね。」と好評であり[11]、「シングルよりもアルバムの中に入って生きる楽曲。」とHISASHIも述べている[11]。
また、HISASHIの楽曲の中では、珍しくシーケンスは少なめのシンプルな音数でバンドサウンド然としたアレンジとなっており[11][12]、HISASHIも「普通にGLAYメンバー4人と永井さんで演るバンドっぽいアレンジで、僕の楽曲の中では、随分バンド寄りなアレンジだと思う。」と述べている[11]。
間奏部分ではニュースキャスターのコメントが流れ、アナウンサーの勝田直樹と一色令子が担当している。
8. Hospital pm9
  - 作詞・作曲：TAKURO

歌詞は、TAKUROの息子が3・4歳の時、すぐに喘息になり、その度に救急病院に連れて行っていたことがモチーフとなっており[11]、その時の気持ちとして「その時の胸をえぐられるような感じって、自分のどんな失望よりも失望感がある。フラれたとか、仕事が上手く行かないとか、そういうレベルではない。無力さとか脱力感というか、今までのどんな題材よりも歌の題材としてふさわしいと思った。」と語っている[11]。音楽評論家の佐伯明は、「愛する者に対して心配する感情が痛いほど伝わり、バラードの美しい旋律が主人公の気持ちの温かさをひきたたせる。」と評価している[12]。
「祭りのあと」と同様、メロディー自体は10年前から存在しており[15]、2010年3月にも一度レコーディングしたことがあった[16]。それを、今回の亀田とのタッグによって完成し[15]、亀田も本曲に関して、「曲を書いた人の人生が詰まってる」と絶賛している[15]。
9. DARK RIVER
  - 作詞・作曲：TAKURO

48thシングル「DARK RIVER／Eternally／時計」の1曲目。
10. TILL KINGDOM COME
  - 作詞・作曲：TAKURO

ドラムに中村達也を起用した、グルーヴ感満載のロックンロールナンバー[12]。中村の起用は、TERUの発案で共演が決まったものだが、憧れのあまり凄く緊張したことをJIROが述べており、「豪快なドラムに負けないフレーズと、お互い同じステージに立たないといけないっていうんで、すごい気合い入りましたね」と語っている[15]。中村については、「スタジオの電気、明るくない？！もうちょっと暗くしようよ」と言っていたのが印象的だったと語っている[11]。
また、今回のアルバムのレコーディングは、ドラマーの方と同じブース内で行っており、これが凄く刺激になり、今後もこのスタイルで行いたいとJIROが語っている[11]。
11. MUSIC LIFE
  - 作詞：TAKURO/作曲：JIRO

北海道テレビ放送『ハナタレナックス』オープニングテーマ[17]。
アルバムタイトルチューンで、意表を突くコーラスワークから入る8ビートのロックナンバー[12]。歌詞は、函館時代のGLAYが目に浮かぶ内容であり、昔も今も変わらない"MUSIC LIFE"だというメッセージが込められている[12]。
作曲はJIROが担当しており、最初はフー・ファイターズ見たいな突き抜けた感じの曲を作りたいと思い、それだけが曲作りのイメージとしてあった[11]。
歌詞も当初は仮として、カート・コバーンの伝記のような感じの内容でJIROが手がけており、それが亀田には「その歌詞がいい！」と好評であった[11]。結局はTAKUROに歌詞をお願いする流れとなったが、「こう言うノリで歌詞を書いても面白いと思ってもらえるんだなと。可能性は見えた気がします。」と作詞に関して自信がついたようなことをJIROが述べている[11]。
ボーカルの多重録音は、ボーカル・レコーディングの中盤くらいに、TAKUROがみんなでコーラスをやりたいと言う旨で行われた[11]。また、後半部分は、TAKUROの指示により、JIROが歌っているパートも多い[11]。
2014年10月29日から、レコチョクとiTunes Storeにて先行配信された[18]。

- 全曲編曲：GLAY & SEIJI KAMEDA/ストリングスアレンジ（M1, M9）：SEIJI KAMEDA

### BALLADE BEST☆MELODIES（2CD盤のみ）
1. つづれ織り 〜so far and yet so close〜
バラードベストアルバム『-Ballad Best Singles- WHITE ROAD』収録曲。
2. BELOVED
9thシングル。
3. Eternally
48thシングル「DARK RIVER／Eternally／時計」の2曲目。
4. pure soul
4thアルバム『pure soul』収録曲。
5. HOWEVER
12thシングル。
6. 都忘れ
3rdアルバム『BELOVED』収録曲。
7. Satellite of love
10thアルバム『GLAY』収録曲。オリジナルアルバムよりアウトロが短くなっている。
8. 春を愛する人
3rdアルバム『BELOVED』収録曲。
9. ずっと2人で…
5thシングル。
10. カーテンコール
3rdアルバム『BELOVED』収録曲。
11. Together
2ndアルバム『BEAT out!』収録曲。
12. LET ME BE
ベストアルバム『THE GREAT VACATION VOL.2 〜SUPER BEST OF GLAY〜』収録曲。
13. SORRY LOVE
37thシングル「Ashes.EP」の3曲目。
14. さくらびと
  - 作詞・作曲：TAKURO/編曲：GLAY & SEIJI KAMEDA

読売テレビ・日本テレビ系『情報ライブ　ミヤネ屋』エンディングテーマ[6]。
福島県浜通りの復興プロジェクト「ふくしま浜街道桜プロジェクト」より桜の曲を書いて欲しいという依頼を元に書き下ろした新曲[6]。
TAKUROは本曲に関して、「古里を離れても『生きる』と頑張っている人の心に寄り添う歌です」とコメントしている[13]。

### BALLADE BEST☆MEMORIES（2CD盤G-DIRECT限定商品のみ）
1. ROSY
37thシングル「Ashes.EP」の2曲目。TAKURO選曲[19]。
2. カナリヤ
3rdアルバム『BELOVED』収録曲。JIRO選曲[19]。
3. ゆるぎない者達
7thアルバム『UNITY ROOTS & FAMILY,AWAY』収録曲。TERU選曲[19]。
4. 軌跡の果て
2ndアルバム『BEAT out!』収録曲。TERU選曲[19]。
5. Precious
42ndシングル。TAKURO選曲[19]。
6. May Fair
4thアルバム『pure soul』収録曲。HISASHI選曲[19]。
『pure soul』に収録のものはアウトロでフェードアウトするが、本作ではフェードアウトせず演奏が最後まで収録されている。
7. ホワイトロード
32ndシングル。TERU選曲[19]。
8. 時の雫
29thシングル。JIRO選曲[19]。
9. HELLO MY LIFE
16thシングル「Winter, again」のカップリング曲。JIRO選曲[19]。
10. MIRROR
9thアルバム『LOVE IS BEAUTIFUL』収録曲。HISASHI選曲[19]。
11. 時計
48thシングル「DARK RIVER／Eternally／時計」の3曲目。TAKURO選曲[19]。
12. 笑顔の多い日ばかりじゃない
32ndシングル「ホワイトロード」のカップリング曲。HISASHI選曲[19]。
13. さくらびと
新曲。

## 投票結果
1. つづれ織り 〜so far and yet so close〜
2. BELOVED
3. Eternally
4. pure soul
5. HOWEVER
6. 都忘れ
7. Satellite of love
8. 春を愛する人
9. ずっと2人で…
10. カーテンコール
11. Together
12. LET ME BE
13. SORRY LOVE

## 参加ミュージシャン
- TOSHI NAGAI（M1-4, M5, M7, M11・ドラムス）
- ATSUSHI MATSUSHITA（M2・ドラムス）
- MASAYUKI MURAISHI（M3, M9・ドラムス）
- MAKOTO TAKAHASHI（M6・ドラムス）
- TATSUYA NAKAMURA（M10・ドラムス）
- JUN☆MURAYAMA（M1, M4・ピアノ）
- YUTA SAITO（M5・オルガン、「さくらびと」・ピアノ）
- CHIEKO KINBARA STRINGS（M1, M9・ストリングス）
- KOJI NISHIMURA（M6・トランペット）
- TAKUO YAMAMOTO（M6・サクソフォーン）
- NAOKI KATSUTA（M7・ナレーション）
- REIKO ISSHIKI（M7・ナレーション）
- YASUTAKA TOYODA (makotoya) （M1, M4, M6, M7, M8, M9, M11・マニピュレーター）